# Distrikt Cochas (Ocros)
Der Distrikt Cochas liegt in der Provinz Ocros in der Region Ancash in West-Peru. Der Distrikt wurde am 2. Januar 1857 gegründet. Er hat eine Fläche von 417 km². Beim Zensus 2017 wurden 1512 Einwohner gezählt. Im Jahr 1993 betrug die Einwohnerzahl 945, im Jahr 2007 1298. Die Distriktverwaltung befindet sich in der 1350 m hoch gelegenen Ortschaft Huanchay. Huanchay liegt 15 km südsüdwestlich der Provinzhauptstadt Ocros.

## Geographische Lage
Der Distrikt Cochas liegt in der peruanischen Westkordillere im Südwesten der Provinz Ocros. Der Río Pativilca durchquert den Distrikt in westlicher Richtung. Der Unterlauf des Río Ocros verläuft entlang der nordöstlichen Distriktgrenze. 
Der Distrikt Cochas grenzt im Süden und im Südwesten an den Distrikt Supe, im Westen an den Distrikt Pativilca (beide in der Provinz Barranca), im Nordwesten an die Distrikte San Pedro und Ocros, im Nordosten an die Distrikte Santiago de Chilcas und Acas sowie im Südosten an den Distrikt Ámbar (Provinz Huaura).